# Quay County
Quay County ist ein County im Nordosten des US-Bundesstaates New Mexico. Das County hat 9.041 Einwohner. County Seat ist Tucumcari.

## Geographie
Das County hat eine Fläche von 7464 Quadratkilometern, davon sind 18 Quadratkilometer (0,24 Prozent) Wasserfläche. Das County grenzt im Uhrzeigersinn an die Countys: Hartley County (Texas), Oldham County (Texas), Deaf Smith County (Texas), Curry County, Roosevelt County, De Baca County, Guadalupe County, San Miguel County, Harding County und Union County.

## Geschichte

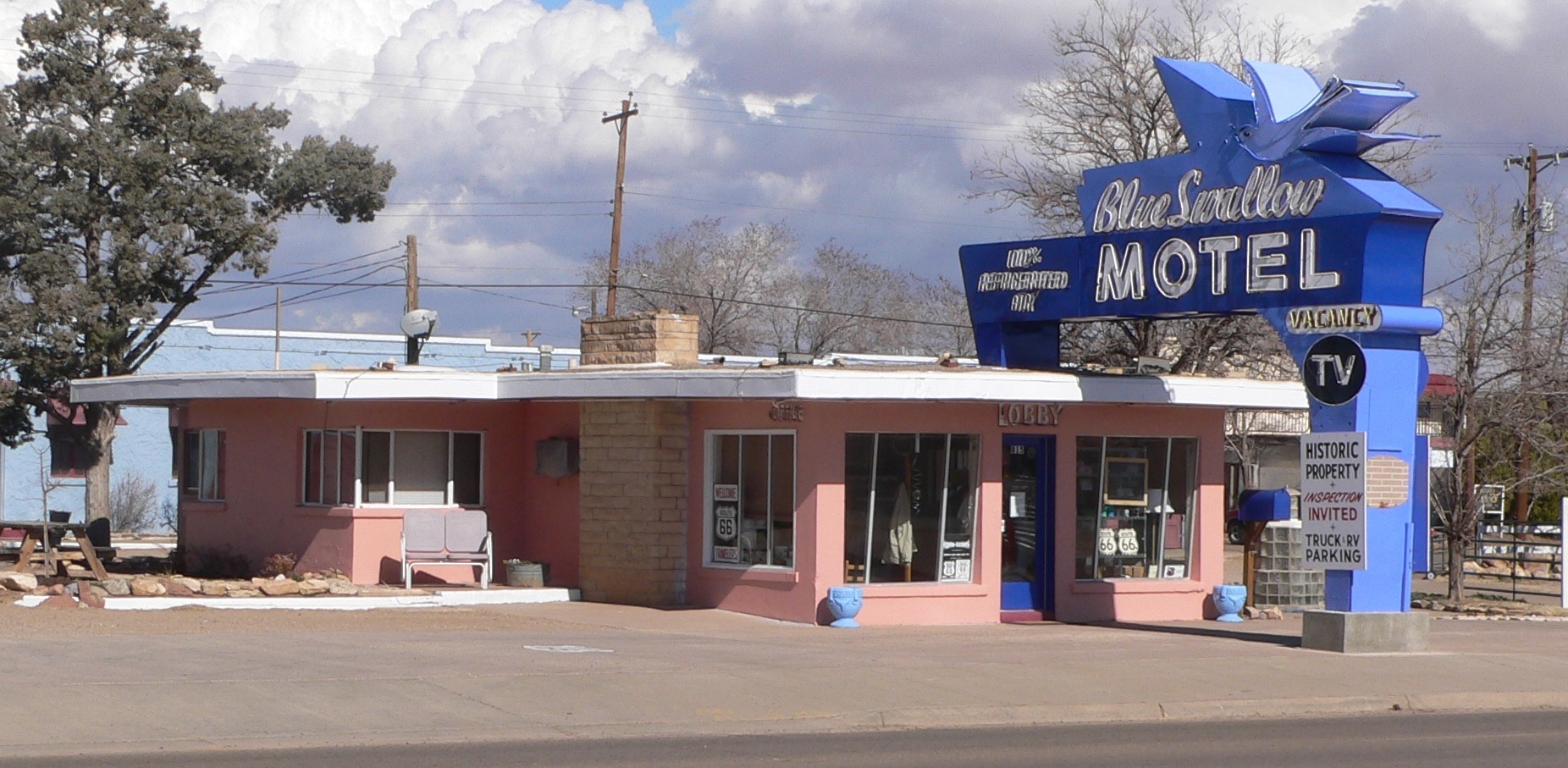
Das im National Register of Historic Places eingetragene Blue Swallow Motel (2012)

Zwölf Bauwerke und Stätten des Countys sind im National Register of Historic Places eingetragen (Stand 17. Februar 2018).

## Demografische Daten

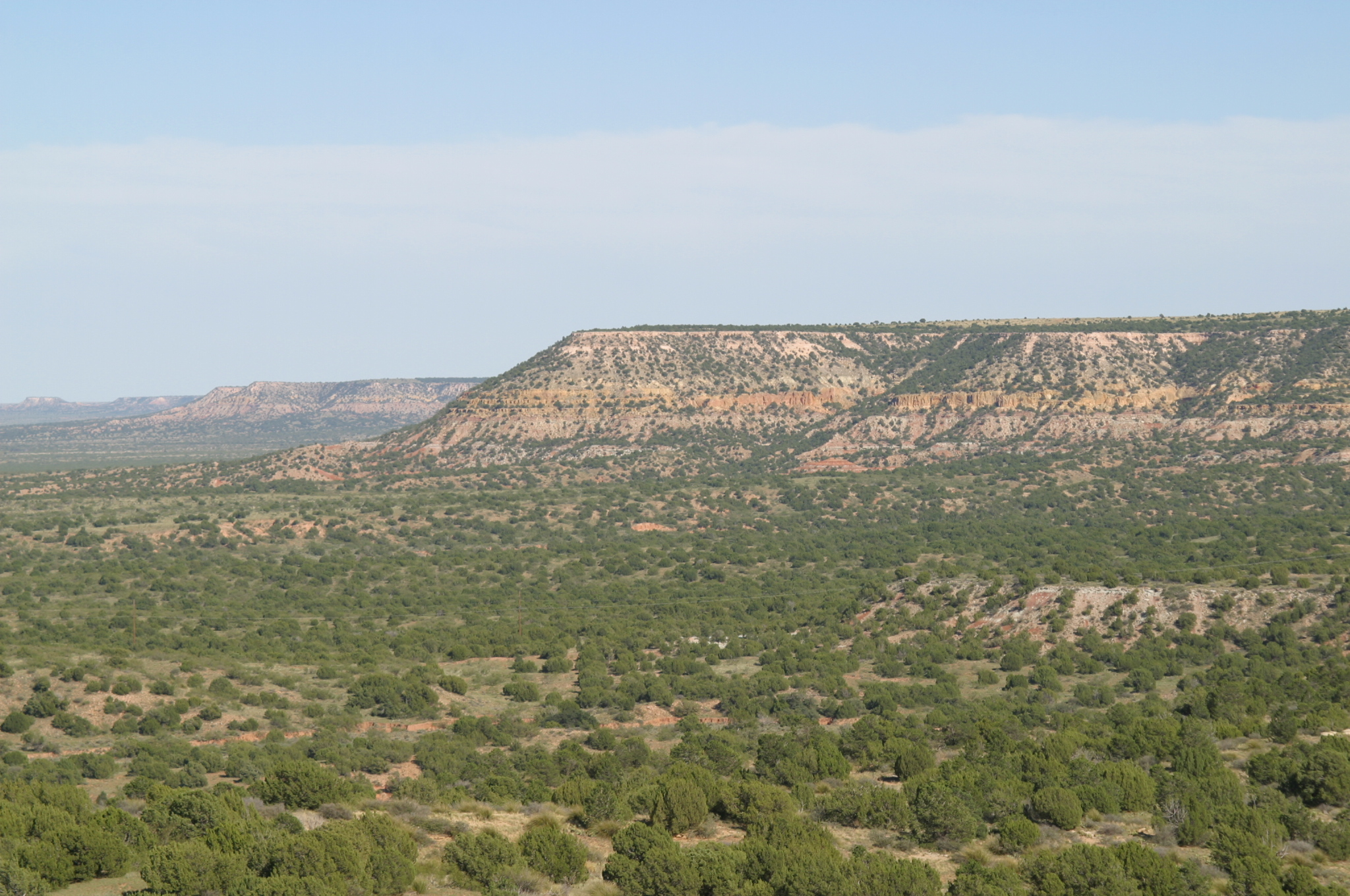
Das Gebiet Caprock Escarpment zwischen den High Plains und dem Llano Estacado

Nach der Volkszählung im Jahr 2000 lebten im County 10.155 Menschen. Es gab 4.201 Haushalte und 2.844 Familien. Die Bevölkerungsdichte betrug 1 Einwohner pro Quadratkilometer. Ethnisch betrachtet setzte sich die Bevölkerung zusammen aus 82,09 % Weißen, 0,84 % Afroamerikanern, 1,27 % amerikanischen Ureinwohnern, 0,80 % Asiaten, 0,15 % Bewohnern aus dem pazifischen Inselraum und 12,11 % aus anderen ethnischen Gruppen; 2,75 % stammten von zwei oder mehr ethnischen Gruppen ab. 37,98 % der Bevölkerung waren spanischer oder lateinamerikanischer Abstammung.
Von den 4.201 Haushalten hatten 28,90 % Kinder und Jugendliche unter 18 Jahre, die bei ihnen lebten. 52,10 % waren verheiratete, zusammenlebende Paare, 12,00 % waren allein erziehende Mütter. 32,30 % waren keine Familien. 28,90 % waren Singlehaushalte und in 13,80 % lebten Menschen im Alter von 65 Jahren oder darüber. Die Durchschnittshaushaltsgröße betrug 2,37 und die durchschnittliche Familiengröße lag bei 2,90 Personen.
Auf das gesamte County bezogen setzte sich die Bevölkerung zusammen aus 25,00 % Einwohnern unter 18 Jahren, 6,70 % zwischen 18 und 24 Jahren, 23,30 % zwischen 25 und 44 Jahren, 26,00 % zwischen 45 und 64 Jahren und 19,00 % waren 65 Jahre alt oder darüber. Das Durchschnittsalter betrug 42 Jahre. Auf 100 weibliche Personen kamen 94,00 männliche Personen, auf 100 Frauen im Alter ab 18 Jahren kamen statistisch 91,50 Männer.

Das jährliche Durchschnittseinkommen eines Haushalts betrug 24.894 USD, das Durchschnittseinkommen der Familien betrug 30.362 USD. Männer hatten ein Durchschnittseinkommen von 24.801 USD, Frauen 17.500 USD. Das Prokopfeinkommen betrug 14.938 USD. 20,90 % der Bevölkerung und 15,70 % der Familien lebten unterhalb der Armutsgrenze. 25,50 % davon waren unter 18 Jahre und 15,80 % waren 65 Jahre oder älter.

## Orte im Quay County
Im Quay County liegen vier Gemeinden, davon eine City und drei Villages. Zu Statistikzwecken führt das U.S. Census Bureau einen Census-designated place, der dem County unterstellt ist und keine Selbstverwaltung besitzt. Dieser ist wie die Unincorporated Communities gemeindefreies Gebiet.
| City - Tucumcari | Villages - House - Logan - San Jon |

Census-designated places (CDP)
- Nara Vista

andere Unincorporated Communities
| - Bard - Endee - Forrest - Glenrio 1 | - McAlister - Montoya - Quay - Wheatland |